# Pieradzawodskaja
Pieradzawodskaja (biał. Перадзаводская; ros. Предзаводская) – towarowa stacja kolejowa w pobliżu miejscowości Kościukowicze, w rejonie kościukowickim, w obwodzie mohylewskim, na Białorusi. Położona jest na odgałęzieniu linii Orsza – Krzyczew – Uniecza.
Stacja obsługuje położoną obok dużą cementownię.